# Закон Льо Шапелие
Законът Льо Шапелие (на френски: Loi Le Chapelier) е гласуван на 14 юни 1791 г. от Учредителното събрание по време на първата фаза на Френската революция.
Той премахва корпорациите (гилдиите) под предлог, че са израз на феодалния ред, налаган от производителите. На гражданите от един и същи бранш, независимо дали са господари или работници, се забранява да се обединяват, да вземат общи решения или да разискват общите им интереси. Забраняват се както работодателските съюзи, така и работническите сдружения. Забранени са стачките и работническите организации – компаньонажи „защитаващи общите им интереси“. Този закон според френския публицист Анатол Лероа-Болю (Anatole Leroy-Beaulieu) е огромна социална грешка.
Законът е предложен и написан от юриста Исак Рене Ги льо Шапелие (Isaac René Guy le Chapelier) и е гласуван почти без дебати:с. 440. Приемането му разгневява санкюлотите, които призовават към разпускане на Учредителното събрание, но то продължава заседанията си. Законът е отменен едва през 1864 г. със закона Оливие (Loi Ollivier), след което е възстановено правото на стачки.